# Lise Tremblay
Lise Tremblay, née le 13 juin 1957 à Chicoutimi, est une écrivaine québécoise.

## Biographie
Issue d'un milieu ouvrier, elle change peu à peu de groupe social grâce à un intérêt pour la lecture et des études supérieures en journalisme et en littérature. Elle obtient une maîtrise en études littéraires à l'UQAM en 1991, dont le mémoire, L'hiver de pluie, est publié aux éditions XYZ. Elle a enseigné la littérature au Cégep du Vieux Montréal pendant vingt-huit ans.
Son écriture, parfois qualifiée de simple ou de minimaliste, exploite entre autres les enjeux du désœuvrement et de la marginalité, en mettant en scène, dans L'Hiver de pluie et La Danse juive, des jeunes filles seules et troublées par leur poids. Retrouvés dans plusieurs de ses livres, les thèmes de l'exil, de la nostalgie, de l'échec et de la solitude naissent en réaction à la société décrite par l'auteure, où les personnages semblent sans repères. Les questions de la famille et de la filiation, déjà présentes ses publications antérieures, sont au cœur du roman La Sœur de Judith et du récit autobiographique Chemin Saint-Paul.
Dans La Sœur de Judith, la narratrice de onze ans relate le quotidien de sa famille et de ses voisins à Chicoutimi, transmettant de façon fragmentaire les changements de la Révolution tranquille. Son récit Chemin Saint-Paul, portant sur le deuil de son père et sur la folie de sa mère, questionne la place de la mémoire des pauvres et la possibilité de choisir un héritage parental. Son roman L'habitude des bêtes revient sur le thème de l'intrusion de l'étranger dans une communauté isolée, tension également abordée dans les nouvelles de La héronnière.
L'influence d'autres auteurs québécois est perceptible dans ses textes, notamment dans L'Hiver de pluie, où la ville de Québec dans laquelle marche l'héroïne est comparée à celle décrite par Jacques Poulin. Dans ce premier roman, une comparaison est également établie entre les voisins de la narratrice et Nicole et André, les protagonistes de L'hiver de force de Réjean Ducharme. Par ailleurs, l'auteure s'inscrit d'elle-même en filiation avec le sociologue québécois Fernand Dumont, dont l'autobiographie Récit d'une émigration rappelle sa propre trajectoire d'auteure née dans un milieu ouvrier.

## Œuvre

### Romans
- L'Hiver de pluie, Montréal, XYZ, coll. « Romanichels », 1990,  (ISBN 9782892610314) ; réédition, Montréal, Bibliothèque québécoise, 1997,  (ISBN 978-2-89406-136-7)
- La Pêche blanche, Montréal, Leméac, 1994,  (ISBN 9782760931671) ; réédition, Montréal, Bibliothèque québécoise, 2001,  (ISBN 978-2-89406-193-0)
- La Danse juive, Montréal, Leméac, 1999,  (ISBN 9782760932173). Réédition, Montréal, Leméac, coll. « Nomades », 2017,  (ISBN 9782760936553) ; traduit en anglais sous le titre Mile End, trad. Gail Scott, Vancouver, Talonbooks, 2002,  (ISBN 9780889224674)
- La Sœur de Judith, Montréal, Éditions du Boréal, 2007,  (ISBN 9782764605394) ; réédition, Montréal, Éditions du Boréal, coll. « Boréal compact », 2009,  (ISBN 9782764606414) ; traduit en anglais sous le titre Judith's Sister, trad. Linda Gaboriau, Vancouver, Talonbooks, 2011,  (ISBN 9780889226777)
- L'Habitude des bêtes, Montréal, Éditions du Boréal, 2017,  (ISBN 9782764625156)

### Récit
- Chemin Saint-Paul, Montréal, Éditions du Boréal, 2015,  (ISBN 9782764624029)

### Recueil de nouvelles
- La Héronnière, Montréal, Leméac, 2003,  (ISBN 9782760932548) ; réédition, Montréal, Leméac, coll. « Nomades », 2015,  (ISBN 9782760936270) ; traduit en anglais sous le titre The Hunting Ground, trad. Linda Gaboriau, Vancouver, Talonbooks, 2006,  (ISBN 9780889225343)
- Rang de la Dérive, Montréal, Éditions du Boréal, 2022  (ISBN 9782764627389)

## Honneurs
- Prix Joseph-S.-Stauffer (1990)
- Prix du Gouverneur général (1999), La Danse juive
- Prix littéraire du CRSBP du Saguenay–Lac-Saint-Jean (1999), La Danse juive
- Grand prix du livre de Montréal (2003), La Héronnière
- Médaille de l'Assemblée nationale (2004)[11]
- Prix des libraires du Québec (2004), La Héronnière
- Prix Jean-Hamelin (2004), La Héronnière
- Finaliste, Prix littéraire des collégiens (2004), La Héronnière[12]
- Finaliste, Prix littéraire des collégiens (2008), La soeur de Judith[13]